# クロロカロン
クロロカロン(Cloroqualone)は、キナゾリノン系のGABA作動薬で、メタカロンのアナログである。1980年代に開発され、主にフランスやその他のヨーロッパの国で販売された。β型GABAA受容体とΣ-1受容体のアゴニスト効果に由来する鎮静と鎮咳作用を持ち、単独、または他の成分と組み合わせて、風邪薬として販売された。クロロカロンの鎮静効果はメタカロンより弱く、咳止めとして販売されたが、乱用や過剰摂取の危険性への懸念から1994年にはフランスの市場から姿を消した。